# BlackBerry 10
BlackBerry 10 は、ブラックベリーによるQNXベースのモバイルオペレーティングシステムで、BlackBerryシリーズのスマートフォンとタブレットハンドヘルド端末に対応する。同社のQNXベースのモバイルオペレーティングシステムには他にBlackBerry Tablet OSがある。

## 沿革
QNX社は、2010年4月に当時RIMだったBlackBerryが買収した。
当初このプラットフォームはBBXと称されていたが既にこの名称を自社ソフトウェアで使用しているBASIS Internationalから商標侵害で訴えられ使用を差し止められたため変更された。RIMのトルステン・ハインズCEOはBlackBerry 10を他にOEMとしてライセンスすることを検討していると述べ、搭載スマートフォン2機種を2013年第一四半期に発売予定としていた。2012年11月12日、ハインズCEOは2013年1月30日にBlackBerry 10をリリースすると発表した。
そして2013年1月30日、オペレーティングシステムとZ10（フルタッチスクリーン端末）とQ10（物理的なキーボードを搭載）の2機種と同時に世界に向けて発表した。
2022年1月4日にサポート終了。

## ユーザーインターフェース
2012年5月1日、RIMのハインズCEOは正式にBlackBerry 10を発表した。BlackBerryワールドカンファレンスにてプラットフォームワイドフローインターフェイス、新しいインテリジェントなキーボード、画質を最適化するためにタイムスケールを通して移動することでポートレートを調整できるカメラアプリケーションといった機能が紹介された。またユーザーインターフェースには8つの「アクティブフレーム」を動作させることができる。アクティブフレームはオペレーティングシステム内で現在進行で動作しているアプリケーションだが、ホーム画面において最小化されていてライブ情報のフィードを表示している。また、「Hub」というOSのどこからでも電子メール、ソーシャル・ネットワーキングサイト、テキストメッセージといった全ての通知をまとめた一つの完全なリストにアクセスできる機能もある。

## 機能

### ジェスチャー
主にBlackBerry 10で搭載されているジェスチャーでは4つの主要ジェスチャーで容易なナビゲーションが可能になっている。ベゼルの下端から迅速に上にスワイプすることでホーム画面に戻ることができる上、そこから動作中のアプリケーションを見たり閉じたりすることもできる。また、上端からスワイプすることでホーム画面や他の対応アプリケーションの明るさが抑えられるように素早く設定できる。さらにアプリケーションを使っている時にアップサイドダウンのJ-hook（ベゼルの下部から始まり、上と右に移動）を使ってBlackBerry Hubにある通知やメッセージを見ることができる。そして左から右（もしくは逆）にスワイプすることで使用可能な画面をスクロールすることができる。

### マルチタスク
BlackBerry Tablet OSと同様、BlackBerry 10でもジェスチャーによるマルチタスクに対応している。アプリケーションスイッチャーとタスクマネージャの機能として任意のアプリケーションから上にスワイプすることで実行中のアプリケーションの画面を表示させることが出来る。任意のアプリケーションをタップすることで実行中のアプリケーションを切り替えるか、アプリケーション画面の右下にある「X」をタップすることで閉じることも可能。いくつかのアプリケーションではAndroidと同等の機能をウィジェットで実現している。これに含まれる例として、フォトアルバムを通した写真アプリのサイクリングや予定されているイベントや会議を表示しているカレンダーアプリがある。そして最も使用頻度の多いアプリケーションはマルチタスク画面で常に表示されている。

### BlackBerry Hub
BlackBerry Hubは通知センターのように動作し、ユーザーのソーシャルサイトや電子メールのアカウントを1つのアプリケーションに統合している。対応しているのは電子メールクライアント、Twitter、Facebook、BlackBerry Messenger (BBM)、LinkedIn（これらのサービスをオフにする設定もある）などである。通常の通知では出られなかった発信、ボイスメール、システムのアップデートをhubに表示させる。また、hubからアップサイドダウンのj-hookジェスチャーで任意のアプリケーションかロック画面へのアクセスや、他のアプリにアクセスすること無く、メールの作成、送信、ソーシャル・ネットワークのブラウズといったことを行うことも可能である。開発者はBlackberry Hub内に統合したアプリケーションにオプションを付けることができる。

### BlackBerry Balance
BlackBerry BalanceとはBlackBerry 10における新機能で、自身のスペースでパーソナルデータとオフィスワークデータの両方を別々に保持することができる。Blackberry Enterprise Server 10を使うことでアプリケーションと電子メールアカウントが自動的にインストールされたワークスペースをセットアップし、完成後、アプリケーションのページで下にスワイプすることで個人と仕事のプロファイル間をナビゲーションできるようになる。ユーザーデータの全ては256ビットのAESで保護されていて、作成されたファイルはプロファイルパーテーション内で保全される。

### キーボード
BlackBerry 10での新しいバーチャルキーボードのレイアウトはBlackBerryの過去機種にあった物理的なキーボードを元にしており、文字や数字のフォントも過去機種と同じになっている。また、ユーザーのタイピングプリファレンスを学習し、次の言葉を自動予測を試みる。そして文字列における次の文字を予測するためのコンテキスト情報を使用している。このケースではOS側がユーザーが次にタッチすると考えている文字の上に言葉を出そうとする。

## 仕様
BlackBerry 10 L-Series、Z10、フルタッチスクリーン端末はデュアルコア1.5 GHzのQualcomm Snapdragon（新興成長市場向けにはテキサス・インスツルメンツ OMAP 4470プロセッサ）、356Ppiの解像度1280×768の4.2インチディスプレイが搭載されている。接続オプションではNFC、Bluetooth 4.0、3G、4G LTE、Wi-Fi (802.11 a/b/g/n)が含まれる。LTEに対応していない（インターナショナルモデル）市場向けにもST-EricssonのM5730モデムによるHSPA+を搭載したZ10をリリースする予定。そしてmicroHDMIに対応した、8メガピクセル(MP)オートフォーカスで1080p HDレコーディング対応の背面フェイシングカメラと2メガピクセルオートフォーカスで720p HDビデオレコーディング対応の前面フェイシングカメラも搭載されている。Blackberry 10の新機能かつ主要機能の1つにBlackberry Hubがある。2GBのRAMに着脱可能なmicroSDカード（64GBまで可能）も搭載されている。QWERTYキーボードモデルのQ10ではディスプレイの解像度が720×720ピクセルと異なる仕様になっている。

## 試作機
Dev Alpha Aという開発試作機はフロリダ州オーランドで開催されたBlackBerry 10 Jam Conferenceで開発者向けに公開された。このプロトタイプはテスト目的で開発者に物理的デバイスを配ることで2013年第1四半期のBlackBerry 10リリースに向けてエコシステムの向上を助けることを目的としている。RIMはこれが明らかに完成品ではないことをはっきり述べている。
2番目の試作機であるDev Alpha Bは2012年9月に公開された。より速いプロセッサやいくつかの内部的改善が行われた。再度、これも完成品ではないとされたが、最初の試作機と比べて完成したBlackBerry 10搭載機に近いと一般的に見られている。
3番目の試作機Dev Alpha Cは同年11月29日に発表された。これはBlackBerry 10の物理的キーボード機能をデモンストレーションした最初の試作機である。Dev Alpha Cの獲得はポイントシステムが元となっており、過去にRIM対応アプリケーションを開発した開発者やDev Alpha A/B所持者は新規のBlackBerry開発者より入手できる可能性が高くなっている。そして2013年1月30日にリリースされた。

## 端末の発売
OSがリリースされたのは2013年1月30日で同時にZ10とQ10の2機種が発表された。フルタッチスクリーンが搭載されたZ10が最初に発売され、物理的なキーボード搭載のQ10は後日発売される予定である。Z10は同月31日にイギリスで、2月5日にカナダで発売され、3月末にアメリカ合衆国で発売される予定。批評家による最も多いコメントに新しいOSは過去機種より完全に進化していることや、全アプリケーション間の接続がフローライクであるということである。イギリスでは商業的に成功しており、Z10のホワイトモデルは発売一週間で在庫切れになり、先に発売されたブラックモデルは補充が難しくなってきている。カナダでも販売数がBlackBerry史上最多を記録した。BlackBerry 10のリリース後にはBlackBerry PlayBookに対応したBlackBerry 10もリリースする予定であるとBlackBerryは述べている。

## アプリケーション
リリースの時点でBlackBerry 10は7万もの対応アプリケーションがあり、プレローンチの「Portathons」では15,000本のアプリケーションが週末ごとに追加されていった。また、ユーザーによるいくつかの仕事や行動を助けるプレインストールアプリがあり、地図、ウェブブラウザ、リメンバー（付箋アプリ）、Docs to Go、Story Maker（ビデオや音楽を製作するアプリ）、電卓、時計、天気予報、ファイルマネージャーといったのが含まれる。BoxやDropboxのような統合クラウドサービスもデフォルトで統合されている。